# Porphyromonas
Genre
Porphyromonas est un genre de bactéries à Gram négatif, ne formant pas de spores, obligatoirement anaérobie et non mobile de la famille des Porphyromonadaceae. 
Ce genre vit dans la cavité buccale de l'Homme et fait partie du microbiome salivaire.

## Liste d'espèces
P. asaccharolytica

P. bennonis

P. cangingivalis

P. canoris

P. catoniae

P. circumdentaria

P. crevioricanis

P. endodontalis

Porphyromonas gingivalis

P. gingivicanis

P. gulae

P. levii

P. macacae

P. pasteri

P. pogonae

P. somerae

P. uenonis